# Mito Isaka
Mito Isaka (井坂 美都 Isaka Mito?), född 25 januari 1976, är en japansk tidigare fotbollsspelare.
Mito Isaka debuterade för japans landslag den 15 juni 1997 i en 0–0-match Kina. Hon spelade 46 landskamper för det japanska landslaget. Hon deltog bland annat i fotbolls-VM 1999.